# Cristina Martín Lara
Cristina Martín Lara (Málaga, 1972) es una fotógrafa española que vive y trabaja en Berlín. Sus fotografías buscan provocar respuestas emocionales hacia el entorno en el que vivimos.

## Trayectoria
Nacida en Málaga, cursó inicialmente estudios de Medicina en la Universidad de Málaga y, posteriormente, Bellas Artes en la Universidad de Granada, donde se graduó en 1992. Es una artista reconocida en Andalucía y ha participado en numerosas exposiciones. Su serie Landpartie explora las respuestas emocionales que genera el entorno en el que vivimos.
El Museo de Arte de la Diputación (MAD), de la Diputación Provincial de Málaga, situado en la Casa Museo de los Colarte de Antequera, adquirió para su fondo piezas artísticas de Martin en la feria de arte Arco. En 2024, el DA2 Domus Artium 2002 incluyó obras suyas en la exposición titulada Expedientes X. La verdad está ahí dentro, comisariada por Nerea Ubieto con una selección de obras misteriosas y cinematográficas.

## Exposiciones
Sus exposiciones recientes incluyen:
- 2004 Si yo supiera a qué se debe..Wenn ich wüsste woran das liegt…(1). Galería JM. Málaga. Si yo supiera a qué se debe…Wenn ich nur wüsste woran das liegt…(0). Open Art München. Kiosk-Kanzler.
- 2005 Si yo supiera a qué se debe…Wenn ich nur wüsste woran das liegt…(1). Galería Fúcares. Madrid.
- 2005 Si yo supiera a qué se debe…Wenn ich nur wüsste woran das liegt…(1). Video. Espacio 5. CacMálaga.
- 2006 Si yo supiera a qué se debe…Wenn ich nur wüsste woran das liegt…(4). Sala B. Palacio de los Condes de Gabia. Granada.
- 2008 Landpartie I. Galería Cámara Oscura. Festival Off PHE 08. Madrid.
- 2009 Landpartie. Galería Isabel Hurley. Málaga.

## Publicaciones
- Martín Lara, Cristina (2010). Soy sombra de cosa soñada. Fundación Pablo Ruíz Picasso. ISBN 978-84-614-1240-2.ISBN 978-84-614-1240-2.
- Martín Lara, Cristina (2000). Onirogramas: relatos de sueños : Salas del Centro Cultural Provincial, 28 de enero/11 de febrero/2000. Diputación Provincial de Málaga, Área de Cultura y Educación.Diputación Provincial de Málaga, Área de Cultura y Educación.